# Ampulex ruficornis
Ampulex ruficornis är en  stekelart som först beskrevs av Cameron 1889.  Ampulex ruficornis ingår i släktet Ampulex och familjen Ampulicidae. Inga underarter finns listade i Catalogue of Life.